# Pinus arizonica var. stormiae
Pinus arizonica var. stormiae Martínez, 1945, è una varietà naturale di P. arizonica appartenente alla famiglia delle Pinaceae, endemica del Messico (Coahuila, Nuevo León e Zacatecas).

## Etimologia
Il nome generico Pinus, utilizzato già dai latini, potrebbe, secondo un'interpretazione etimologica, derivare dall'antica radice indo-europea *pīt = resina. Il nome specifico arizonica fa riferimento allo stato americano in cui venne identificata la specie. L'epiteto stormiae fu assegnato in onore della scrittrice conservazionista statunitense Marian Storm, collaboratrice di Maximino Martínez.

## Descrizione
Questa varietà si distingue da P. arizonica per gli aghi, fascicolati a gruppi di 3-4(5), lunghi 14-25 cm e spessi 1,4-1,8 mm, con 8-12 linee di stomi sulla faccia abassiale.

## Distribuzione e habitat
Vegeta in alta montagna dai 1500 ai 3000 m di quota in foreste miste con specie dei generi Quercus e Juniperus, e con altre conifere: in particolare con Pinus cembroides e Pinus pseudostroibes.

### Sinonimi
Sono riportati i seguenti sinonimi:
- Pinus ponderosa var. stormiae (Martínez) Silba
- Pinus arizonica subsp. stormiae (Martínez) Silba

## Conservazione
Si conoscono tre-quattro zone di vegetazione, con un areale secondario stimato in 6685 km² e un areale primario stimato in 768 km². A causa dell'intenso sfruttamento con conseguente deforestazione, il numero di esemplari maturi in grado di riprodursi si sta riducendo sensibilmente; viene pertanto classificata come Specie vulnerabile nella Lista rossa IUCN.